# Lynne Thornton
Pour les articles homonymes, voir Thornton.
Lynne Thornton  est une historienne de l'art et essayiste britannique née dans la deuxième moitié du XXe siècle, spécialiste de l'orientalisme, dont elle est l'une des plus grandes expertes. Ses ouvrages portent sur les voyages des peintres orientalistes et africanistes.

## Biographie
Lynne Thornton travaille chez Sotheby's, à Londres, dans les années 1960, puis s’installe à Paris en 1971. Nommée expert officiel auprès les commissaires-priseurs, elle organise des ventes publiques, ou présente des lots, de peinture symboliste et académique, ainsi que objets rattachés à l’art nouveau et à l’art déco. Par la suite, elle choisit de se concentrer sur la peinture orientaliste et africaniste. Depuis 2009, elle ne fait plus d’expertises.
Lynne Thornton a écrit des articles dans la presse internationale de 1966 à 1993 sur diverses spécialités. Elle a aussi donné des conférences à Paris, Bruxelles et Amsterdam, et a participé aux émissions à la radio, et aux films documentaires pour la télévision.

## Essais
- Du Maroc aux Indes, voyages en Orient aux XVIIIe et XIXe siècles, ACR édition, 1998.
- Les Africanistes, peintres voyageurs 1860-1960, ACR édition, 1990.

- Prix Georges-Bruel 1990 de l’Académie des sciences d’outre-mer.
- La Femme dans la peinture orientaliste (Women as portrayed in Orientalist Painting), ACR édition, 1985. Réédition en français, 1993. Publié en russe, Moscou, 2006.
- Les Orientalistes, peintres-voyageurs 1828-1908 (The Orientalists. Painter Travellers), ACR édition, Courbevoie (Paris), 1983 (réédition 2001).
- Images de Perse. Le voyage du Colonel F. Colombari à la cour du Chah de Perse de 1833 à 1848, Jean Soustiel, 1981.

### Participation à des ouvrages collectifs
- The Shafik Gabr collection. ACR Edition, Courbevoie (Paris), 2008.
- L’Afrique centrale et les peintres et sculpteurs occidentaux des XIXe et XXe siècles et Les africanistes belges de 1940 à 1960 et l’africanisme à l’Exposition universelle et internationale de Bruxelles en 1958. Le Congo et l’Art belge. Centre culturel de Woluwe-Saint-Pierre, Bruxelles, 2003. Catalogue : La Renaissance du Livre, Tournai.
- Picturing the Middle East. A Hundred years of European Orientalism. Dahesh Museum, New York, 1996. Actes de colloque (introduction).
- La Villa Abd-el-Tif et la Société des Peintres Orientalistes Français, Images et Colonies. Iconographie et propagande coloniale sur l’Afrique française de 1880 à 1962. BDIC et ACHAC, Paris, 1993.
- Ceramics et The Great Exhibitions, The Encyclopaedia of Decorative Arts 1890-1940, Phaidon, Londres, 1978
- The commercial poster of Paris 1900, Art at Auction, revue de Sotheby's, Londres. 1969
- Prayer Rugs. Antiques International. Michael Joseph, Londres.1966.

### Participation aux catalogues d'exposition (musées, banques, galeries)
- Orientalism: Delacroix to Klee. Art Gallery of New South Wales, Australie, 1997- 1998. Auckland Art Gallery, Nouvelle-Zéland. 1998. Catalogue publié par l'Art Gallery of New South Wales.
- Maurice Romberg. Quand l'art s'affichait. L'affiche ancienne au Maroc et au Maghreb, collection privée de l'amphitrite à Skhirat-Plage et d’un particulier. Exposition itinérante, Rabat, Marrakech, Fès, Tanger, Casablanca. Bibliothèque générale de Rabat, 1993.
- Frauenbilder zur Malerei der « Orientalisten », Europa und der Orient 1800-1900, Martin-Gropius-Bau, Berlin. 1989
- L'expansion de l'Orientalisme au XIXe siècle et L'Afrique Centrale et les peintres et sculpteurs occidentaux aux XIXe et XXe siècles, L'Orientalisme & l'Africanisme dans l'art belge, 19e et 20e siècles, Galerie CGER, Bruxelles. 1984.
- L'influence des miniatures orientales et de l'ornement islamique sur des illustrateurs et des peintres en France au début du XXe siècle (avec Jean Soustiel), Weltkulturen und Moderne Kunst. Dokumentation. Annexe au catalogue d'exposition pour la vingtième olympiade, Munich, World cultures and modern art, Munich, 1972. Bruckmann éditeur.

### Catalogues d'exposition (galeries)
- Travellers. Beyond the Grand Tour, Fine Art Society, Londres, 1980
- Jean Dupas. Les dessins pour le grand salon du « Normandie ». Galerie Alain Blondel, Paris, 1980.
- Eastern Encounters. Orientalist painters of the Nineteenth Century, Fine Art Society, Londres, 1978
- Mahmal et Attatichs. Peintres et voyageurs en Turquie, en Égypte et en Afrique du Nord, exposition au 88, rue de Miromesnil, Paris, 1975-1976. Catalogue publié par Jean Soustiel.

### Catalogues et ouvrages, rédigés par Lynne Thornton sur commande des collectionneurs privés
- Invitation au voyage. Catalogue S+S Alouf, Bruxelles, Imagic, Alger, 2003. Publié à l'occasion de l'exposition de tableaux orientalistes de la collection de Djillali Mehri. Hôtel Dassault, Paris, dans le cadre de l'Année de l'Algérie.
- Orientalist paintings and works of art. Collection de Son Excellence Monsieur Bassam Saïd Freiha. Publication privée, imprimée par Promo-Editions, Poitiers. Paris, 1992.

## Sélection d'articles de presse, etc. à propos de Lynne Thornton
- Armelle Malvoisin-Bianco. Entretien. Lynne Thornton, historienne de l'art et expert spécialisé en orientalisme et africanisme. Le Journal des Arts, Paris. 2006
- Mohamed Bada. Interview de Lynne Thornton, spécialiste de la peinture orientaliste. L’Orientalisme en question. Libération (Maroc), 2004
- L'orientalisme. Rêves exotiques. Interview avec Lynne Thornton. Hélias Malina. Aladin, Paris, 2003.
- Maya Ghandour Hiert. Sur la trace des peintres épris d'Orient. L’Orient du Jour, Beyrouth, 2002
- Isabelle Rakotovao, La papesse de l’art orientaliste. Portrait d’une femme d’exception, Air France Madame, Paris, 1996.
- Pierre Maraval. Mille Femmes. Œuvres monumentale composée de photographies de mille femmes. Elle, Paris, 1993. Exposition à l’UNESCO, Paris, 1994.
- Bruno Villien, Lynne Thornton. Impressions d’Afrique, Nouvel Observateur, Paris, 1992.
- Can Koro, Lynne Thornton, Antik & Dekor, Istanbul, n° 13, 1991.
- Les Africanistes, peintres voyageurs. Primitifs, Paris, 1991
- Laurence Mouillefarine, Elles font parler d’elles, Figaro-Madame, Paris, 1985
- Yves Thoraval, Entretien avec Lynne Thornton, Historiens et Géographes, Paris, 1984
- Jean-François Sam-Long, Lynne Thornton : découvrir la peinture outre-mer, Journal de la Réunion, Saint-Denis de la Réunion, 1980.

Il y a également de nombreux articles sur le travail de Lynne Thornton dans la presse américaine, européenne, arabe, iranienne, et turque.